# ایستگاه کیکونا
ایستگاه کیکونا (به ژاپنی: 菊名駅 Kikuna-eki) یک ایستگاه قطار وابسته به شرکت راه‌آهن شرق ژاپن، خط یوکوهاما و شرکت راه‌آهن توکیو، خط توکیو تویوکو است که در کاناگاوا-کو، یوکوهاما، یوکوهاما در استان کاناگاوا در ژاپن واقع شده‌است.